# Luiz Antônio Marrey
Luiz Antonio Guimarães Marrey (São Paulo, 1955) é um promotor de Justiça e ex-secretário da Casa Civil do Estado de São Paulo. Luiz Antonio é ex-aluno do Colégio Rio Branco, e formou-se em Direito pela Faculdade de Direito da Universidade de São Paulo.
Foi Procurador-Geral de Justiça do Estado de São Paulo por três mandatos (1996/1998, 1998/2000 e 2002/2004) e membro do Conselho Superior do Ministério Público (1994/1995). Ingressou na carreira de promotor de Justiça no Ministério Público do Estado de São Paulo em 1980.
Ocupou o cargo de Secretário de Negócios Jurídicos da Prefeitura de São Paulo em 2005-2006. Também presidiu o Conselho Nacional dos Procuradores Gerais de Justiça (1997) e foi membro do Conselho Nacional de Política Criminal e Penitenciária (1989).
Foi chefe de gabinete e diretor-geral do Departamento de Assuntos Legislativos do Ministério da Justiça (gestão Paulo Brossard, 1986/88). Representou o Brasil em seminário da ONU, sobre legislação penal de combate ao racismo (1987 - Nova York) e atualizou o livro "Teoria e Prática do Júri", de autoria de Adriano Marrey, Silva Franco e Rui Stoco.
Foi Secretário de Justiça do Estado de São Paulo de 2007 até 2010, quando assumiu a Casa Civil do Governo Alberto Goldman.